# Basílica Nossa Senhora do Rosário de Fátima (Cotia)
A Basílica Nossa Senhora do Rosário de Fátima é um templo católico localizado na divisão entre os municípios brasileiros de Cotia e Embu das Artes, estado de São Paulo, na jurisdição da Diocese de Campo Limpo. 
O cuidado pastoral da Basílica está ao encargo da Sociedade Clerical de Vida Apostólica Virgo Flos Carmeli, dos Arautos do Evangelho.
Em 2004, por iniciativa do monsenhor João Scognamiglio Clá Dias, fundador dos Arautos do Evangelho e idealizador da obra, ocorreu a bênção e lançamento da pedra fundamental, iniciando assim as obras.
No dia 11 de maio de 2014 foi solenemente dedicada por Dom Luís Antônio Guedes, então bispo de Campo Limpo. Sendo que nesta mesma celebração estiveram presentes outros dois prelados: Dom Emilio Pignoli e Dom Benedito Beni dos Santos; além de centenas de fiéis provenientes das mais variadas regiões de São Paulo e do Brasil.
No dia 31 de maio do mesmo ano esta Igreja foi elevada pela Santa Sé à categoria de basílica menor.
Os sinos foram inaugurados no dia 25 de janeiro de 2015, primeira vez em que os sinos franceses “Fonderie Paccard” foram instalados no Brasil.